# Oxypetalum strictum
Oxypetalum strictum é um gênero de plantas com flores. Foi descrito pela primeira vez por Carl Friedrich Philipp von Martius. Oxypetalum strictum pertence ao gênero Oxypetalum e à família Apocynaceae. 

## Ocorrência
A planta é nativa e endêmica do Brasil. Sua distribuição geográfica abrange o Nordeste (Bahia), o Sudeste (Minas Gerais, São Paulo), e ela ocorre em domínios fitogeográficos da Caatinga, Cerrado e Mata Atlântica. É encontrada principalmente em campo rupestre.

## Morfologia
A planta é um subarbusto ereto, com ramos hirsutos a tomentosos. Suas folhas são oblongas a lanceoladas, com base cordada ou subtruncada e margens levemente revolutas, medindo entre 2 a 3,9 cm de comprimento e 0,7 a 1,5 cm de largura, sendo vilosas em ambas as faces. A inflorescência é formada por cimeiras subaxilares ou terminais, com 1 a 3 flores, geralmente terminais, e pedúnculos curtos, de 0,2 a 0,4 cm, vilosos. As flores são pêndulas, com pedicelos de 4 a 8 mm, vilosos, e a corola é esverdeada a acastanhada, com tubo de 3 a 5 mm e lobos triangulares-alongados de 6 a 13 x 4 a 5 mm, com a face adaxial serícea e tomentosa. A corona possui lobos luniformes, de 2,5 a 3 x 2 a 2,5 mm, profundamente bífidos, com apêndices carnosos na face adaxial, mais longos que as anteras. O ginostégio tem cerca de 3 mm de altura, sendo curtamente estipitado, e as anteras são subretangulares com asas mais longas que o dorso. O polinário tem retináculo geniculado, de 1,8 a 2,1 x 0,27 a 0,39 mm, maior que os polínios, com caudículas horizontais, pediculadas, e membrana hialina, além de dentes laterais salientes. As polínias, de 1,26 a 1,38 x 0,21 a 0,24 mm, têm formato sigmóide. O apêndice estilar é rostrado, exserto e profundamente bífido, medindo de 4 a 9 mm. O fruto é um folículo fusiforme, de 6 a 8 x 0,9 a 2 cm, viloso ou hirsuto, com sementes ovadas, verrucosas ou reticulado-verucosas, medindo entre 3,5 a 4 mm.